# Symphorematoideae
 Symphorematoideae, potporodica medićevki. Sastoji se od tri roda, a ime je dobila po rodu Symphorema.

## Rodovi
1. Sphenodesme Jack (15 spp.)
2. Symphorema Roxb. (3 spp.)
3. Congea Roxb.  (11 spp.)